# Tipalao Bay
Tipalao Bay är en vik i Guam (USA).   Den ligger i kommunen Santa Rita, i den västra delen av Guam, 13 km sydväst om huvudstaden Hagåtña.